# Achasta
Achasta (ponekad i Achiesta, Taylor, 1860.) nekadašnje selo Rumsen Indijanaca iz jezične Costanoan, na mjestu koje sada zauzima grad Monterey, Kalifornija. Rumseni su ponekad nazivani Achastliens prema nazivu ovog naselja.